# Ernst-Joachim Gießmann
Ernst-Joachim Gießmann, né le 12 février 1919 à Berlin et mort le 17 octobre 2004 à Zossen est un homme politique est-allemand. Il est ministre de l'Enseignement supérieur et technique de 1962 à 1970.

## Biographie
Ernst-Joachim Gießmann est le fils d'un pasteur. Il passe son abitur en 1937 puis rejoint le NSDAP (no 4509402). Il étudie les mathématiques et la physique à l'université technique de Berlin ; il obtient son diplôme en 1943. À partir de 1945, il travaille à l'Institut de physique technique de cet établissement.
De 1945 à 1948, il est enseignant et directeur d'école à Oranienbourg et à Francfort-sur-l'Oder. En 1946, il rejoint le Parti communiste (SED) et obtient son doctorat. De 1948 à 1951, il travaille au ministère de l'Industrie lourde, en tant que chef de la recherche métallurgique.
De 1951 à 1953, il est professeur adjoint à la faculté « Karl Liebknecht » de l'université de Potsdam. De 1954 à 1957, il est membre de la société Urania puis entre 1954 et 1990 de la Société de physique, dont il est à partir de 1984 le vice-président. Il siège également de 1957 à 1965 comme membre du département de physique de l'Académie allemande des sciences et, de 1958 à 1963, comme vice-président de l'Alliance culturelle. Il est aussi député à la Chambre du peuple.
De 1962 à 1967, il est secrétaire d'État à l'Enseignement supérieur et technique, et est élevé au rang de ministre en 1967, poste qu'il occupe jusqu'en 1970. Jusqu'à sa retraite en 1984, il est ensuite professeur de physique à l'École d'ingénieurs de Berlin-Wartenberg.

## Distinctions
Ernst-Joachim Gießmann est décoré en 1969 de la Bannière du Travail.

## Sources
- (de) Cet article est partiellement ou en totalité issu de l’article de Wikipédia en allemand intitulé « Ernst-Joachim Gießmann » (voir la liste des auteurs).